# Camelus knoblochi
Espèce
Camelus knoblochi est une espèce fossile d'artiodactyles de la famille des Camelidae (les chameaux) qui vivait au Pléistocène et qui a côtoyé les premiers humains.

## Répartition
Des fossiles de Camelus knoblochi ont été découverts dans plusieurs régions du monde : dans le Sud de l'Europe de l'Est (Caucase du Nord, mer d'Azov, Caspienne, régions de la Volga moyenne et inférieure), dans la moitié nord du Kazakhstan, au Tadjikistan, dans les montagnes de l'Altaï, dans le Sud-Ouest de la Sibérie, dans le Sud et l'Ouest de la Transbaïkalie et dans le Nord et le Nord-Est de la Chine.

## Description
Camelus knoblochi était l'un des plus grands chameaux d'Eurasie au Pléistocène. Il mesurait plus de 3 m de haut et pesait une tonne. L'espèce Camelus moreli était d'une taille similaire ou supérieure.

## Paléoécologie
Camelus knoblochi a côtoyé les premiers humains. Selon une étude parue dans Frontiers in Earth Science, l'analyse d'un os métacarpien découvert dans la grotte de Tsagaan Agui présente des fractures infligés de façon intentionnelle par des humains qui ont dépecé la patte du chameau en question. Des traces de rongements laissées par des dents de hyènes, postérieures aux fractures, montrent que des charognards ont profité des restes après les humains. On ignore si les humains ont réussi à chasser et à abattre l'un de ces chameaux ou s'ils se sont contentés de manger un individu déjà mort.
Camelus knoblochi, espèce spécialisée des milieux steppiques, s'éteint à la fin du Pléistocène. Cette disparition est probablement liée à la désertification de son milieu naturel, car cette espèce de chameau était moins bien adaptée aux milieux désertiques que les espèces actuelles, notamment en raison de sa grande taille.

## Systématique
Selon les sources, l'espèce Camelus knoblochi aurait été décrite par Poljakov en 1880 ou par Nehring en 1901.